# غويون (أركنساس)
غويون (بالإنجليزية: Guion, Arkansas)‏ هي بلدة أمريكية تقع في الولايات المتحدة في مقاطعة آيزارد، أركنسو. يقدر عدد سكانها بـ 90 نسمة ومساحتها 1.5 كم2 و وترتفع عن سطح البحر 96 متر.